# Stare Ludzicko
Stare Ludzicko (do 1945 r. niem. Lutzig) – wieś w Polsce położona w województwie zachodniopomorskim, w powiecie świdwińskim, w gminie Rąbino.
Stare Ludzicko to dawna wieś szlachecka z pocz. XVII w. Należała wówczas do dwóch właścicieli: rodu Manteuffel i rodu Glasenapp. Każda z rodzin posiadała 8 włók ziemi. Na przełomie wieków XVII i XVIII dobra należały do czterech rodzin: von Krockow, von Brocke, von Wachholz i von Manteuffel. W 1749 r. figuruje już tylko jeden właściciel Otto von Zastrow. W rękach tej rodziny dobra pozostawały do początku XIX w. Po tym okresie majątek zmieniał siedmiokrotnie właścicieli. W 1820 r. dobra zostały nabyte przez mieszczanina Alberta Baueka. W 1836 r. nowym właścicielem został deputowany powiatu Karl Bruns. Jego spadkobiercy władali majątkiem do końca II wojny światowej.
W latach 1975–1998 wieś należała do woj. koszalińskiego.